# Estação Abrantes
Abrantes é uma estação da Linha 11 do Metro de Madrid.

## História
A Estação foi inaugurada pelo presidente regional, Alberto Ruiz-Gallardón em 11 de novembro de 1998 pelo 

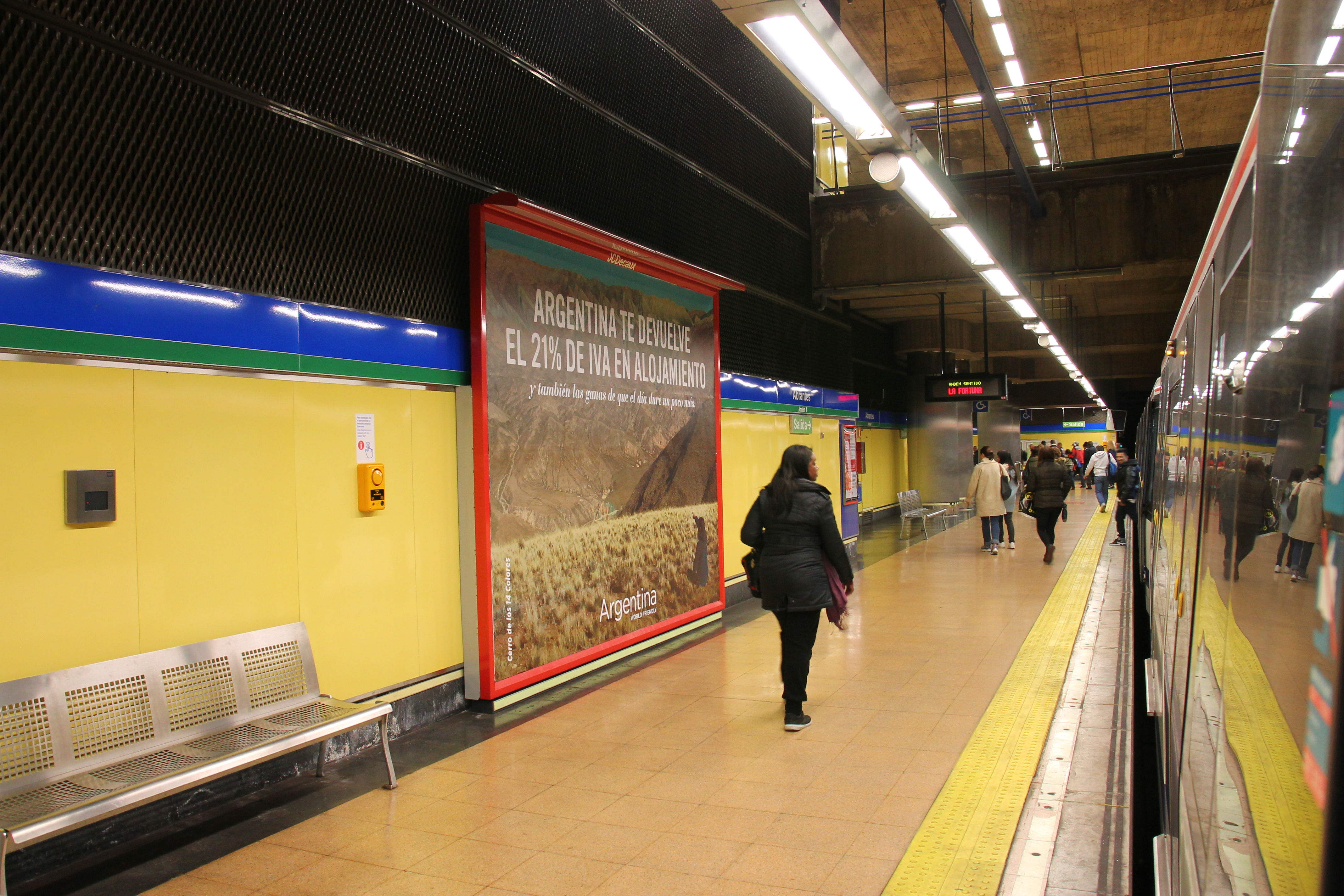
plataforma de embarque.

## Facilidades
A estação é acessível para pessoas com necessidades especiais, conta com elevadores e escadas rolantes. O logradouro possue três acessos pela Avenida de Abrantes lado par e impar e acesso ao elevador na esquina entre as ruas Papagayo e A.Mte.